# Савутин, Пётр Матвеевич
Пётр Матвеевич Савутин (25 апреля 1925, Витебская область — 24 июля 1995) — разведчик взвода пешей разведки; командир отделения стрелковой роты; помощник командира стрелкового взвода стрелковой роты 738-го стрелкового полка 134-й стрелковой дивизии 69-й армии 1-го Белорусского фронта, старший сержант.

## Биография
Родился 25 апреля 1925 года в деревне Великое Село Лиозненского района Витебской области Белоруссии. Окончил 7 классов.
В Красной Армии и на фронте в Великую Отечественную войну с 10 января 1943 года. Воевал с вражескими захватчиками на Центральном, Белорусском и 1-м Белорусском фронтах. Принимал активное участие в освобождении родной Белоруссии, Польши, в боях на территории Германии. За годы войны был пять раз ранен.
Разведчик взвода пешей разведки 738-го стрелкового полка красноармеец Пётр Савутин в ночь на 29 июля 1944 года в составе взвода преодолел реку Висла в районе населённого пункта Бжесце, расположенного юго-восточнее польского города Пулавы.
Захватив населённый пункт Бжесце, взвод разведчиков удерживал его до подхода стрелкового батальона. В этом бою красноармеец Пётр Савутин уничтожил пять вражеских пехотинцев, участвовал в пленении нескольких солдат противника.
Приказом по 134-й стрелковой дивизии от 22 августа 1944 года за мужество и отвагу проявленные в боях красноармеец Савутин Пётр Матвеевич награждён орденом Славы 3-й степени.
Командир отделения стрелковой роты 738-го стрелкового полка старший сержант Пётр Савутин при прорыве обороны противника с пулавского плацдарма 14 января 1945 года близ населённого пункта Коханув, расположенного в семи километрах юго-западнее польского города Пулавы, выдвинувшись с вверенным ему подразделением вперед; сигналом ракеты обозначил огневые точки противника, которые были затем подавлены советской артиллерией.
Старший сержант Савутин П. М. одним из первых поднялся в атаку и, ворвавшись с бойцами в расположение противника, в ходе ожесточеного боя уничтожил свыше десятка противников, захватил ротный миномёт и пленил офицера.
Приказом по 69-й армии от 21 февраля 1945 года за мужество и отвагу проявленные в боях старший сержант Савутин Пётр Матвеевич награждён орденом Славы 2-й степени.
Помощник командира стрелкового взвода стрелковой роты 738-го стрелкового полка старший сержант Пётр Савутин вместе с бойцами при прорыве обороны противника в районе города Лебус 18 апреля 1945 года, ворвавшись в траншеи противника, гранатами и огнём из автомата уничтожил свыше десяти противников, а воины взвода подавили в этом бою пять вражеских пулеметов.
22 апреля 1945 года в районе населённого пункта Фалькенхаген, расположенного западнее города Лебус, бойцы под командованием старшего сержанта Петра Савутина, отражая контратаку противника, уничтожили до взвода противников и, перейдя в атаку, обратили солдат неприятеля в бегство и захватили господствующую высоту.
В наградном листе, лично подписанном командующим 1-м Белорусским фронтом Маршалом Советского Союза Жуковым Г. К., отмечалась отвага и смелость старшего сержанта Савутина П. М. на завершающем этапе Берлинской наступательной операции:
«22 апреля 1945 г. Савутин лично уничтожил 20 противников, а взвод — более 60».
Указом Президиума Верховного Совета СССР от 15 мая 1946 года за образцовое выполнение заданий командования в боях с немецко-вражескими захватчиками старший сержант Савутин Пётр Матвеевич награждён орденом Славы 1-й степени, став полным кавалером ордена Славы.
В 1945 году старшина Савутин П. М. демобилизован. Жил в городе Усть-Куте Иркутской области. Работал шкипером-мотористом. Скончался 24 июля 1995 года.
Награждён орденами Отечественной войны 1-й степени, Красной Звезды, Славы 1-й, 2-й и 3-й степени, медалями, в том числе медалью «За отвагу».